# Jon Ander Peña
Jon Ander Peña Olazabal, llamado Peña II, nacido en Tolosa (Guipúzcoa) el 18 de julio de 1997, es un pelotari de pelota vasca en la modalidad de mano. Su padre, José Luis, tuvo una breve carrera profesional

## Final del Campeonato de Parejas
| Año  | Campeones              | Subcampeones     | Tanteo | Frontón |
| ---- | ---------------------- | ---------------- | ------ | ------- |
| 2021 | Elezkano II - Zabaleta | Peña II - Albisu | 22-7   | Bizkaia |

## Finales del Campeonato del Cuatro y Medio de 2.ª categoría
| Año  | Campeón  | Subcampeón | Tanteo | Frontón |
| ---- | -------- | ---------- | ------ | ------- |
| 2017 | Agirre   | Peña II    | 22-20  | Labrit  |
| 2018 | Bakaikoa | Peña II    | 22-16  | Labrit  |
| 2019 | Peña II  | Alberdi    | 22-15  | Labrit  |

## Final del Campeonato de Parejas de 2.ª categoría
| Año  | Campeones           | Subcampeones           | Tanteo | Frontón  |
| ---- | ------------------- | ---------------------- | ------ | -------- |
| 2017 | Arteaga II - Erasun | Peña II - Salaverri II | 22-12  | Beotibar |
| 2020 | Agirre - Eskiroz    | Peña II - Erasun       | 22-20  | Labrit   |